# Estadio Umm Salal
El estadio Umm Salal (en árabe : ملعب أم صلال ) es un estadio de fútbol propuesto que se construirá en Umm Salal , Catar . Está siendo diseñado por Albert Speer & Partner GmbH.

## Planes
El estadio Umm Salal podrá albergar a 45.120 aficionados. El diseño conceptual del estadio se basa en los fuertes árabes tradicionales. Después de la Copa Mundial, el estadio reducirá su capacidad a 25,500 asientos y será utilizado por Umm-Salal Sports Club como su hogar .
- Datos: Q85869329